# Volta Meu Amor
Volta Meu Amor é o sexto álbum de estúdio do cantor piauiense Roberto Müller, lançado em 1969 pela CBS — 37621.

## Lista de faixas
| Lado 1 |                                           |                                                  |         |  |
| N.º    | Título                                    | Compositor(es)                                   | Duração |  |
| 1.     | "Vivamos o Momento (Concretate)"          | Chelique Serabia / Versão: Ernesto Escudero      |         |  |
| 2.     | "Entre Cigarro e Bebida (Humo Y Alcohol)" | Gustavo Seclen / Versão: Ernesto Escudero        |         |  |
| 3.     | "Volta, Meu Amor"                         | José Barreto                                     |         |  |
| 4.     | "Uma Cruz Em Meu Caminho"                 | Nelson Gondim                                    |         |  |
| 5.     | "Ninguém Mais Entrará Nesta Casa"         | Elisa Soares                                     |         |  |
| 6.     | "Mentes (Mientes)"                        | Angel Condercuri Maru / Versão: Ernesto Escudero |         |  |

| Lado 2 |                                        |                                                |         |  |
| N.º    | Título                                 | Compositor(es)                                 | Duração |  |
| 1.     | "Amor Condenado (Condena de Amor)"     | Yvette Marchand / Versão: Ernesto Escudero     |         |  |
| 2.     | "Conta-me Tua Vida (Cuentame Tu Vida)" | Hector Flores Osuna / Versão: Ernesto Escudero |         |  |
| 3.     | "Podes Voltar"                         | Rubens Santos / Lupicínio Rodrigues            |         |  |
| 4.     | "Minha Vida"                           | Niquinho / Othon Russo                         |         |  |
| 5.     | "Se Tu Soubesses"                      | Roberto Müller / Gilberto de Almeida           |         |  |
| 6.     | "Minha Última Carta (Mi Ultima Carta)" | Victor Cordero / Versão: J. V. Rosa Júnior     |         |  |